# Rock Songs
Rock Songs är en lista som varje vecka publiceras av tidskriften Billboard, och rangordnar, efter speltid i radio, låtar inom formaten alternativ rock, mainstreamrock samt trippel-A.  Första listan publicerades den 20 juni 2009. Etta var då "Know Your Enemy" med Green Day.